# マテウス・サントス・カルネイロ・ダ・クーニャ
マテウス・クーニャことマテウス・サントス・カルネイロ・ダ・クーニャ（Matheus Santos Carneiro da Cunha, 1999年5月27日 - ）は、ブラジル・ジョアンペソア出身のプロサッカー選手。マンチェスター・ユナイテッド所属。ブラジル代表。ポジションはFW。

## クラブ経歴
2017年6月30日、スイスのFCシオンに移籍し、4年契約を交わした。加入1シーズン目からリーグ戦29試合に出場して10得点を挙げると、シーズン終了後の6月24日、ブンデスリーガのRBライプツィヒに引き抜かれた。ライプツィヒでの初得点は、後に在籍することになるヘルタ・ベルリン戦であった。1シーズン目は、リーグ戦こそ2得点にとどまったが、UEFAチャンピオンズリーグの予選と本選でそれぞれ3得点を挙げ、シーズンの公式戦は通算8得点だった。また、4月6日のバイエル・レヴァークーゼン戦で決めた得点は、2018-19シーズンのFIFAプスカシュ賞にノミネートされた。
2020年1月31日、ヘルタ・ベルリンに移籍し、4年半契約を交わした。シーズン途中の加入だったが、移籍後すぐに左サイドでポジションを確保。アタッカーとしては高い50%ものタックル成功率を叩き出し、裏へ抜ける動きを頻繁に繰り返すなど、自身は5得点を挙げた。ヘルタでの初のフルシーズンとなった2020-21シーズンは、リーグ戦7ゴール5アシストの成績を残した。
2021年8月25日、アトレティコ・マドリードに移籍し、5年契約を結んだ。同年8月29日、ラ・リーガの第3節ビジャレアルCF戦にて、マリオ・エルモソとの途中交代で移籍後初出場を果たすと、10月29日のレバンテUD戦で初得点を記録した。
2022年12月25日、ウルヴァーハンプトン・ワンダラーズFCへの今季終了までのローン移籍が発表された。2022-23シーズンは17試合に出場し2ゴール。2023年夏に完全移籍が発表されると2023-24シーズンは12ゴール7アシスト、2024-25シーズンは15ゴール6アシストを達成。
2025年6月1日、マンチェスター・ユナイテッドはクーニャの完全移籍についてウルヴァーハンプトンと合意したと発表。

## 代表経歴
2018年からブラジル代表のユース代表に招集され始め、U-23ブラジル代表では第47回トゥーロン国際大会と東京オリンピック南米予選で得点王に輝いた。2021年6月17日、東京オリンピックに臨むU-23ブラジル代表に招集された。本大会ではグループステージのU-23サウジアラビア代表戦にて得点を挙げたことでロナウジーニョの18得点を抜き、U-23ブラジル代表の歴代最多得点を塗り替えた。この大会では金メダルを獲得した。
2021年9月2日、2022 FIFAワールドカップ・南米予選のチリ代表戦でブラジルA代表初キャップを刻んだ。

## 個人成績

### クラブ
| クラブ                             | シーズン     | リーグ         | リーグ戦 | リーグ戦 | カップ戦 | カップ戦 | リーグカップ | リーグカップ | 国際大会 | 国際大会 | その他 | その他 | 合計 | 合計 |
| クラブ                             | シーズン     | リーグ         | 出場     | 得点     | 出場     | 得点     | 出場         | 得点         | 出場     | 得点     | 出場   | 得点   | 出場 | 得点 |
| ---------------------------------- | ------------ | -------------- | -------- | -------- | -------- | -------- | ------------ | ------------ | -------- | -------- | ------ | ------ | ---- | ---- |
| シオン                             | 2017-18      | スーパーリーグ | 29       | 10       | 1        | 0        | —            | —            | 2        | 0        | —      | —      | 32   | 10   |
| ライプツィヒ                       | 2018-19      | ブンデスリーガ | 25       | 2        | 2        | 1        | —            | —            | 12       | 6        | —      | —      | 39   | 9    |
| ライプツィヒ                       | 2019-20      | ブンデスリーガ | 10       | 0        | 1        | 0        | —            | —            | 2        | 0        | —      | —      | 13   | 0    |
| ライプツィヒ                       | クラブ通算   | クラブ通算     | 35       | 2        | 3        | 1        | —            | —            | 14       | 6        | —      | —      | 52   | 9    |
| ヘルタ・ベルリン                   | 2019-20      | ブンデスリーガ | 11       | 5        | 0        | 0        | —            | —            | —        | —        | —      | —      | 11   | 5    |
| ヘルタ・ベルリン                   | 2020-21      | ブンデスリーガ | 27       | 7        | 1        | 1        | —            | —            | —        | —        | —      | —      | 28   | 8    |
| ヘルタ・ベルリン                   | 2021-22      | ブンデスリーガ | 1        | 0        | 0        | 0        | —            | —            | —        | —        | —      | —      | 1    | 0    |
| ヘルタ・ベルリン                   | クラブ通算   | クラブ通算     | 39       | 12       | 1        | 1        | —            | —            | —        | —        | —      | —      | 40   | 13   |
| アトレティコ・マドリード           | 2021-22      | プリメーラ     | 29       | 6        | 2        | 1        | —            | —            | 5        | 0        | 1      | 0      | 37   | 7    |
| アトレティコ・マドリード           | 2022-23      | プリメーラ     | 11       | 0        | 1        | 0        | —            | —            | 5        | 0        | —      | —      | 17   | 0    |
| アトレティコ・マドリード           | クラブ通算   | クラブ通算     | 41       | 6        | 3        | 1        | —            | —            | 10       | 0        | 1      | 0      | 54   | 7    |
| ウルヴァーハンプトン・ワンダラーズ | 2022-23      | プレミアリーグ | 17       | 2        | 2        | 0        | 1            | 0            | —        | —        | —      | —      | 20   | 2    |
| キャリア通算                       | キャリア通算 | キャリア通算   | 160      | 32       | 10       | 3        | 1            | 0            | 26       | 6        | 1      | 0      | 198  | 41   |

### 代表
| ブラジル代表 | 国際Aマッチ | 国際Aマッチ |
| 年           | 出場        | 得点        |
| ------------ | ----------- | ----------- |
| 2021         | 4           | 0           |
| 2022         | 4           | 0           |
| 2023         | 3           | 0           |
| 2024         | 0           | 0           |
| 2025         | 2           | 1           |
| 通算         | 13          | 1           |

## タイトル

### 代表
ブラジル U-23
- トゥーロン国際大会（2019年）
- 2020年東京オリンピック（2021年）